# Divo (Costa d'Avorio)
Divo è una città della Costa d'Avorio situata nel distretto di Gôh-Djiboua ed è capoluogo della regione di Lôh-Djiboua.
| Controllo di autorità | VIAF (EN) 127910438 · ISNI (EN) 0000 0001 2290 7306 · LCCN (EN) n85189147 · J9U (EN, HE) 987007557747005171 |